# Feuerspucken

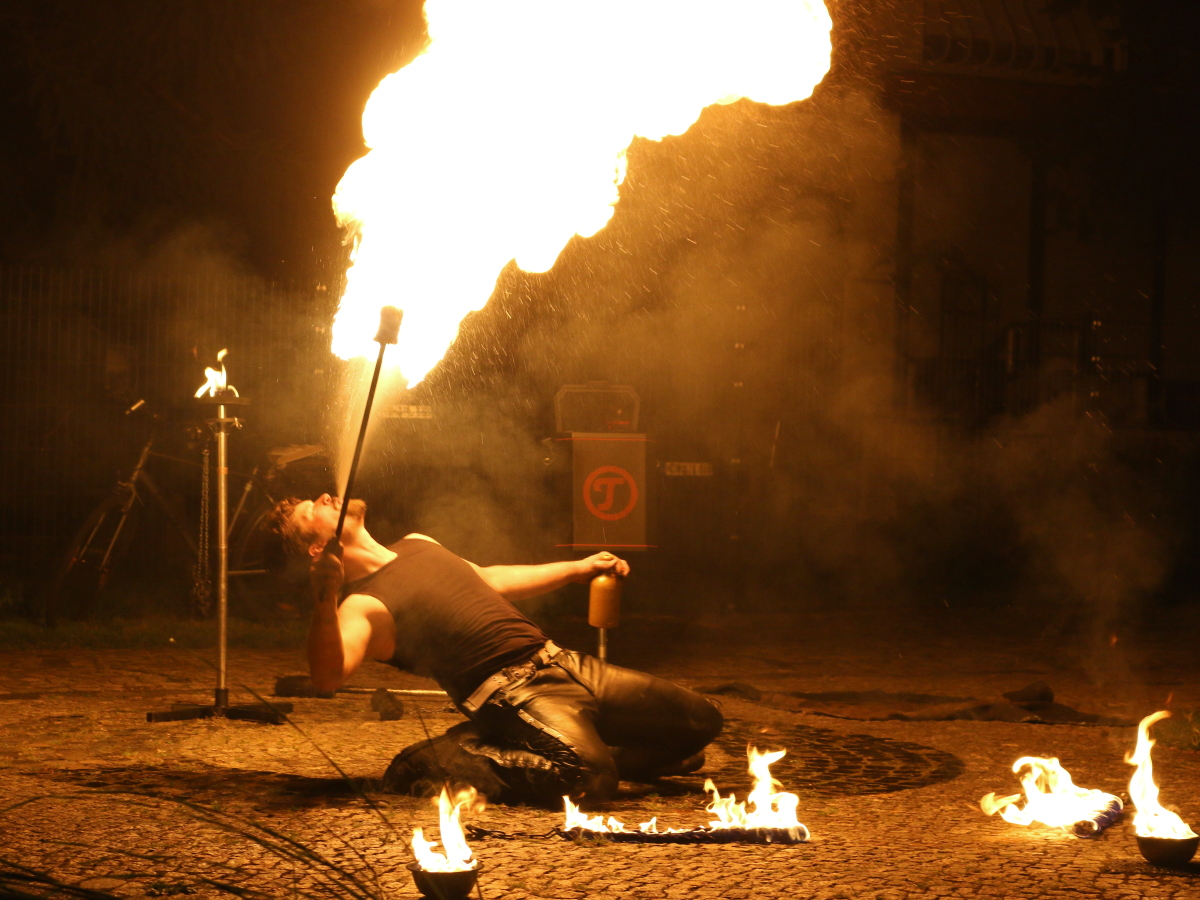
Feuerspucker in Nordhausen

Beim Feuerspucken speit oder pustet ein Mensch ein Brandmittel gegen eine Feuerquelle, meist eine Fackel. Wird das Brandmittel dabei fein zerstäubt, ist die Gesamtoberfläche der Brandmittelpartikel sehr hoch. Das Brandmittel verbrennt dadurch sehr schnell und es entsteht eine helle Flamme. Ein Feuerschlucker hingegen ist ein Artist, der brennende Fackeln in den Mund nimmt und dadurch das Feuer erstickt.

## Brandmittel
Die Wahl des Brandmittels hat großen Einfluss auf die Art der Flamme und die verwendete Feuerspucktechnik. Einige Brandmittel sind besonders gesundheitsschädlich. Grundsätzlich unterscheidet man zwischen pulverförmigen und flüssigen Brandmitteln (Pyrofluiden).

### Pulver
Vor allem Anfängern werden pulverförmige Brandmittel empfohlen, da die gesundheitliche Gefährdung angeblich geringer ist. Oft werden diese auch durch ein Röhrchen (Drachenzunge) ausgeblasen, da man dabei das Pulver nicht direkt im Mund hat. Doch bei pulverförmigen Brandmitteln ist die Gefahr der Lungenentzündung genau so gegeben wie bei flüssigen Brandmitteln. Beliebt sind hier Bärlappsporen (Sporen von Lycopodium bisdepuratum). Diese sind in Apotheken oder im Artistikfachhandel erhältlich. Andere beliebte Mittel beruhen auf einem Magnesium-Aluminium-Gemenge. Diese Flammen brennen heller als Bärlappsporen, weswegen sie gerne für Shows am Tag oder auf beleuchteten Bühnen verwendet werden. Ebenso möglich ist die Verwendung von fein gemahlenem, handelsüblichem Mehl.

### Pyrofluid
Jegliches Pyrofluid kann zu tödlichen Lungenentzündungen führen. Ein Pyrofluid ist in den meisten Fällen eine Flüssigkeit auf der Basis von hochgereinigtem Petroleum, das in Drogerien oder bei Fachhändlern erworben werden kann.
Der Feuerspucker nimmt diese Flüssigkeit in den Mund und speit sie unter Druck durch seine leicht gespitzten Lippen wieder aus. Aufgrund der Düsenwirkung wird das Pyrofluid zerstäubt. Berührt der Sprühnebel eine Fackel, so entsteht ein Feuerball.
Obwohl petroleumbasierte Pyrofluide bei Kontakt mit der Haut und insbesondere den Schleimhäuten gesundheitsschädlich sind, bevorzugen professionelle Feuerspucker meist diese Variante, da sich hierdurch mehr Möglichkeiten hinsichtlich der Spucktechniken und damit auch der erzielten Effekte bieten Petroleum verbrennt mit gelber Flamme. Alkohol verbrennt mit kaum sichtbarer, blauer Flamme.
Es gibt auch Lampenöl auf Rapsöl-Basis, mit dem Feuerspucken möglich ist. Es entzündet sich wegen des höheren Flammpunktes nicht so gut wie Öle auf Petroleum-Basis, weshalb das Spucken zwar erschwert und der sogenannte Fallout – der Anteil nichtverbrannten Pyrofluids, der zu Boden fällt und dort bei Kontakt mit Feuer entflammen könnte – größer ist. Gute Mittel zum Feuerspucken haben einen Flammpunkt von 50 °C bis 60 °C und einen niedrigen Brennpunkt von um die 90 °C. Zum Üben kann Wasser verwendet werden.

## Gefahren
Feuerspucken kann für den Aufführenden lebensbedrohlich sein. So kann das versehentliche Einatmen oder Verschlucken einer größeren Menge des Brandmittels zu akuter Atemnot führen. Auch kann eine Lungenentzündung die Folge sein. Weitere Gefahren sind Verbrennungen, z. B. durch entzündete Kleidung oder Haare, und Vergiftungen durch ungeeignete Brandmittel.

### Lungenentzündung
Eine Lungenentzündung durch Feuerspucken kann tödlich sein, Teile der Lunge zerstören und die Leistungsfähigkeit dauerhaft beeinträchtigen. Lungenentzündungen durch Feuerspucken entstehen durch eingeatmeten Dampf oder durch 'Verschlucken' (Aspiration) öl-artiger Flüssigkeiten. Diese so genannte Lipid-Pneumonie oder „chemische Entzündung“ wird ausgelöst durch die Zerstörung des Phospholipid-Films der Lungenbläschen und kann zu einem tödlichen Lungenödem oder einer schweren bakteriellen Lungenentzündung führen. Dieser Mechanismus ist unabhängig vom verwendeten Mittel oder dessen Reinheit und wird nur durch dessen physikalische Eigenschaften verursacht. Ernste Warnsignale für eine Lipid-Pneumonie sind anhaltende Hustenanfälle. In den deutschen Giftinformationszentren wurden in den Jahren 2000 und 2001 über 100 Fälle dieser Art registriert.
Im Showbereich gelten Pulver als gesundheitlich weniger riskante Alternative zu Petroleum oder anderen brennbaren Fluiden. Als Pulver kommen meist Sporen des Bärlapps (sog. Bärlappsporen) zur Anwendung. Auch hier wurden jedoch in Einzelfällen Lungenentzündungen nach dem Einatmen beschrieben.

### Verbrennungen der Lunge
Ungünstiger Wind kann dazu führen, dass der Künstler in seiner eigenen Flamme steht. Außerdem kommt es vor, dass die Flamme zurückschlägt, sich Fluid auf dem Gesicht entzündet oder die Flammenfront sogar bis in den Rachen vordringt. Atmet der Feuerspucker unter diesen Bedingungen ein, sind schwere Lungenschäden die Folge.

### Vergiftungen

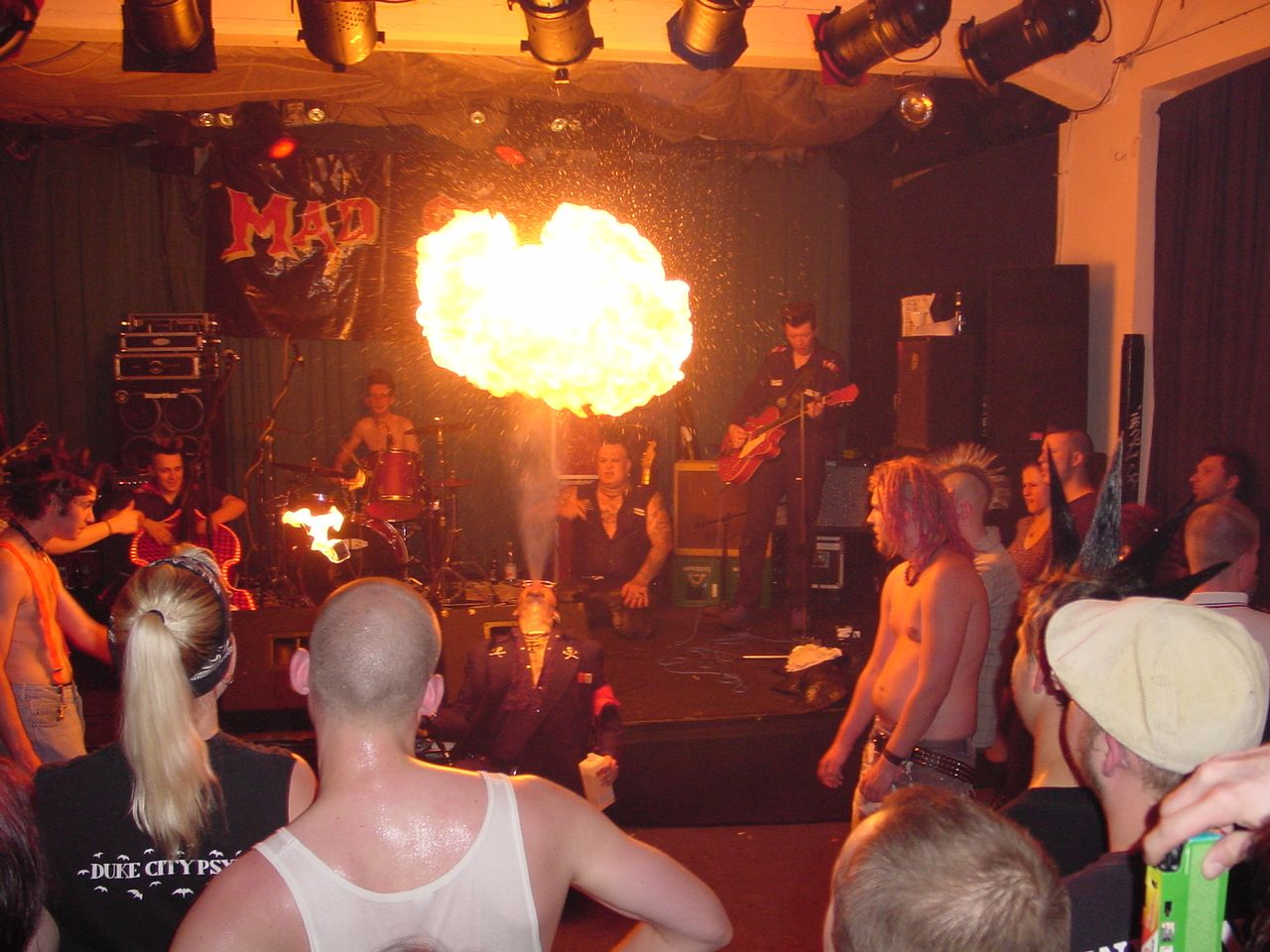
Feuerspucken als Showelement bei einem Auftritt der Punk-’n’-Roll-Band Mad Sin (2004)

Viele Anfänger unterschätzen diese Gefahrenquelle des Feuerspuckens, denn fast sämtliche Brandmittel sind für den Menschen giftig. Oft reicht schon der ungeschützte Kontakt mit der Haut oder den Schleimhäuten, um Vergiftungserscheinungen wie Ausschläge, Juckreiz oder Erbrechen herbeizuführen. Vor allem bei der Verwendung von Pyrofluid kann ungewolltes Verschlucken zu einer gesundheitsschädlichen, irreparablen oder gar tödlichen Vergiftung führen. Die Gefahr des ungewollten Verschluckens besteht, weil der Feuerspucker während der Show beständig gegen den körpereigenen Schluckreflex ankämpft, weswegen gerade das Feuerspucken im Liegen besonders gefährlich ist. Durch die Mundschleimhäute gelangen auch schon geringe Mengen des Brandmittels ins Blut, was Vergiftungserscheinungen hervorrufen kann. Eine Reizung der Nasenschleimhäute durch das lange Im-Mund-Halten der Brennflüssigkeit kann zu Sinusitis führen.

### Ungeeignete Brandmittel
Alkohol, Wundbenzin oder flüssige Grillanzünder sind nicht geeignet zum Feuerspucken. Grund dafür ist deren niedriger Flammpunkt, das heißt, sie entzünden sich zu schnell und zu leicht. Gerade Wundbenzin und Alkohol sind sehr gefährlich. Beide lassen sich bereits bei Temperaturen zwischen 20 °C und 45 °C entzünden, um dann in einer schnellen, explosionsartigen Stichflamme zu verbrennen, die zudem dazu neigt, zurückzuschlagen – sich also entgegen der Sprühströmung bis zur Quelle zu entzünden – um dann Gesicht, Kleidung und Racheninnenraum zu verbrennen bzw. zu entzünden. In flüssigen Grillanzündern sind außerdem chemische Zusätze, damit sie schnell, geruchs-, farb- und rußlos verbrennen. Diese Zusätze sind giftig und können schon beim einmaligen Anwenden zu Vergiftungen führen.
Das Feuerspucken mit selbst hergestellten Mischungen aus Schwarzpulver und Mehl kann zwar schön aussehen, doch verbrennen diese sehr schnell bis explosionsartig (Mehlstaubexplosion). Auf derartige Mittel sollte daher grundsätzlich verzichtet werden. Technisch möglich ist auch, das Butangas eines handelsüblichen Feuerzeugs im Mundraum zu sammeln und gegen eine Flamme zu pusten; der Effekt ist eine kurze Verpuffung mit hoher Rückwanderungsgefahr der Flamme.